# Emmanuel Gounot
Pour les personnes ayant le même patronyme, voir Gounot.
Emmanuel Gounot (1885-1960) est un juriste français spécialiste du droit de la famille.

## Biographie
Emmanuel Gounot est né à Connaux dans le Gard, le 18 juin 1885. À l'âge de trois ans, il perd son père Jules Marie Gounot. Pauline Emma Michel, sa mère va s'établir dans la région lyonnaise. Il fait ses études secondaires au Petit Séminaire de Verrières, puis à l'Institution des Chartreux d'où il rejoint les Facultés catholiques de Lyon.
Licencié de lettres en 1905, il devient, en 1912, docteur en droit de l'Université de Dijon après la soutenance d'une thèse sur l'autonomie de la volonté qui est rapidement considérée par ses pairs comme un exposé magistral puis comme un des meilleurs ouvrages de philosophie du droit du siècle. On y retrouve déjà les préoccupations sociales de l'auteur, soucieux de marquer son refus de reconnaître la souveraineté de la volonté individuelle comme source du Droit.
En 1913, il rédige une seconde thèse de sciences politiques dans laquelle il défend l'idée qu'il est possible de déléguer le pouvoir législatif aux professionnels en autorisant le référendum patronal.
L’Académie française lui décerne le prix Fabien en 1914.
En 1916, il épouse Anna Pey, ils auront onze enfants. L'aînée Emma Gounot suit le parcours de son père comme avocate, professeur de droit, puis doyenne à l'université catholique de Lyon. Elle est comme lui engagée dans le milieu des catholiques sociaux et dans le monde universitaire, juridique et associatif.
Depuis 1913, il est avocat à la Cour d'Appel de Lyon. En 1913, il entre à la Faculté catholique de droit comme maître de conférence. Il participe à la Première Guerre mondiale, en 1914-1918. De 1919 à 1933, il exerce comme professeur de droit, à l'Ecole supérieure de Commerce et  de 1926 à 1934 à l'Ecole de préparation Coloniale de la Chambre de Commerce.
Vice-doyen de la Faculté en 1940, il devient doyen en juillet 1944. Sa santé commence à décliner après 1955, date à laquelle il est nommé doyen honoraire de l'université catholique de Lyon.

## Son engagement dans le droit de la famille
À côté de sa carrière d'enseignant, c'est un  militant des droits de la famille, l'auteur de la loi Gounot qui entraîne la création de l'UNAF et des UDAF et la prise en compte de la représentativité familiale. Vice-Président de la Ligue des Familles Nombreuses du Rhône, il prend la présidence de cette association en 1937 lors de la maladie de son président d'alors, M. Charvet. Il devient ensuite, en 1940, Président effectif de la ligue.
De 1941 à 1943, il est conseiller municipal de Lyon comme représentant des familles nombreuses.
Au cours de l'Occupation, il joue un rôle de premier plan dans les mouvements familiaux dont les dirigeants, notamment M. Pernot, sont repliés à Lyon. Emmanuel Gounot rédige alors un projet de loi qui devient la loi du 29 décembre 1942 et qui, dans le public, conserve toujours le nom de loi Gounot. Ses grandes lignes sont reprises par l'ordonnance du 3 mars 1945 qui crée l'UNAF et les UDAF, et formalise la représentativité familiale.
Il est le président fondateur de l'Association régionale lyonnaise pour la sauvegarde de l'enfance en 1943 et de l'Union départementale des associations familiales (UDAF69) du Rhône en 1945. Par son action, il transforme la Ligue des familles nombreuses en une Fédération des familles du Rhône, essaimant de nombreuses associations locales.
Au moment de son décès, Emmanuel Gounot est président d'honneur de l'UDAF du Rhône, de la Fédération des familles du Rhône, de la Fédération des familles de France et administrateur de l'UNAF.

## Ses idées
Ses idées se précisent et s'affirment tout au long de ses écrits, de ses cours et de ses exposés, en particulier lors des Semaines sociales de France.
Déjà, dans sa première thèse sur l'autonomie de la volonté, la formation philosophique de Gounot lui fait apercevoir brièvement les limites du jusnaturalisme de l'Église et la nécessité de fonder une action politique sur des bases plus fermes. Plus tard, en 1923, à la Semaine sociale de Grenoble, étudiant l'essentiel d'une « Politique nouvelle de la population », il déclare que : « dire qu'un problème est avant tout d'ordre moral, ce n'est nullement établir qu'il cesse par là d'être un problème politique ».
En 1937, à Clermont-Ferrand, dans son cours « Personnes et Famille », sa doctrine personnaliste se développe encore. Il affirme que, « puisque la personne humaine est transcendante par rapport à toutes les communautés où elle s'insère ici-bas, elle ne saurait s'absorber dans la famille. La famille ne peut être pour elle qu'un moyen, non une fin. Par là même se trouve écartée toute conception totalitaire de la famille ». Dès lors, il faut agir « autant que possible, par la famille dans la famille, mais pour la personne, c'est-à-dire au-delà de la famille ». Encore, en 1939, à Bordeaux, à propos des Classes et de l'ordre social, il regrette  que les personnes s'effacent parfois derrière la classe abstraite et froide dans le discours des hommes politiques.
Enfin, en 1942, il élabore le projet de loi qui devient la loi du 29 décembre 1942. L'étude des années 1936 et suivantes avait rendu aveuglante pour lui, la nécessité d'organiser auprès des pouvoirs publics la représentation spécifique des intérêts familiaux. Mais il reste persuadé que la Famille antérieure et supérieure à l'État puise sa source et sa force dans les familles elles-mêmes et non dans l'État. Il entend organiser cette représentation autour de groupements privés de pères et mères de famille. Construisant rationnellement ces associations, il avait prévu une association familiale par commune, un regroupement départemental et un regroupement national. Définissant les caractères des associations familiales, il avait affirmé que ces associations sont celles qui groupent les familles constituées par le mariage et la filiation légitime ou adoptive et qui se proposent d'assurer au point matériel et moral, la défense des intérêts généraux de toutes les familles. On reconnaît l'essentiel des dispositions de l'ordonnance du 3 mars 1945 qui a créé les UDAF et l'UNAF mais en supprimant l'unité de l'association de base au nom de la liberté d'association.
Sa dernière intervention publique s'est déroulée en 1957, à Bordeaux, au cours d'une Semaine Sociale qu'il a lui-même organisée autour du thème de la famille. Emmanuel Gounot s'était réservé de traiter des « Impératifs familiaux de toute politique ». À partir d'octobre 1958, la maladie lui interdit tout déplacement important avant de l'immobiliser de longs mois.
Finalement, ses deux thèses sont des tentatives de solution aux problèmes posés par l'émergence de la question sociale. L'une porte sur l'asservissement des gens par les interprétations individualistes du droit, l'autre porte sur les mécanismes de réforme de la société. Cependant, la lecture de ses cours aux semaines sociales permet de dégager un grand nombre d'autres centres d'intérêt puisqu'il a consacré son enseignement à la famille, à la spéculation illicite, à la hiérarchie des valeurs dans la société, au problème de la terre, aux fondements du droit, etc. Seule une étude approfondie de ces interventions permet de repérer les lignes directrices de sa pensée qu'il est judicieux de regrouper autour de la question sociale. C'est en effet le meilleur moyen de dégager une problématique claire à partir de son œuvre puisque, face à la question sociale, Gounot perçoit peu à peu les ambiguïtés de la doctrine sociale de l'Église dont il extrait alors une forme de personnalisme juridique destiné à dépasser ces contradictions.

## Ses publications
1912. Le Principe de l'autonomie de la volonté en droit privé, contribution à l'étude critique de l'individualisme juridique. Thèse pour le doctorat (sciences juridiques), Université de Dijon. Paris, A. Rousseau, V-470 p.
1913. Les Réformes professionnelles par le referendum patronal. Thèse pour le doctorat (sciences politiques et économiques), Université de Dijon. Paris, A. Rousseau, 171 p.
1930. L'Entreprise industrielle d'aujourd'hui. Sa structure juridique. Cours professé à la Semaine sociale de Besançon (1929). Lyon, Chronique sociale de France, 24 p.
1930. L'Epouse et la mère en droit français. Cours professé à la Semaine sociale de Nancy, Août 1927. Lyon, Chronique sociale de France, 20 p.
1933. Actionnaires et Conseils d'administration. Cours professé à la Semaine sociale de Mulhouse. Lyon, Chronique sociale de France, 28 p.

## Membre de sociétés savantes
Société linnéenne de Lyon : Membre 1927.
Académie des sciences, belles-lettres et arts de Lyon 1943 .

## Distinctions
- Officier de la Légion d'honneur (6 janvier 1950)[5]
- Croix de guerre 1914–1918 (4 citations)
- Officier d'académie

## Hommages
L'Allée Emmanuel Gounot  se trouve en face du parc de la mairie de Lyon 5e (selon la délibération du conseil municipal du 28 avril 1986).